# Boris Dmitrijevič Parygin
Boris Dmitrijevič Parygin (rusky: Борис Дмитриевич Парыгин; 19. června 1930, Petrohrad – 9. dubna 2012, Petrohrad) byl ruský filozof a psycholog. Zakladatel filozoficko-sociologického směru v sociální psychologii, absolvoval filozofickou fakultu Petrohradské státní univerzity (tj. Leningradské státní univerzity (LGU, 1953)). Profesor, doktor filozofie. Název doktorské dizertace: Sociální psychologie jako věda (otázky historie, metodologie a teorie) (LGU, 1967).

## Život a dílo
Boris Parygin přednášel na filozofické fakultě LGU, byl zástupcem děkana pro vědeckou práci (1953–1957); přednášel na pediatrické lékařské vysoké škole (1957–1962), byl vedoucím katedry filozofie na Leningradské Gercinově vysoké škole pedagogické (Leningradská pedagogická vysoká škola pojmenovaná na počest A.I. Gercina (LGPU)), na bázi této vysoké školy založil laboratoř sociálně-psychologických výzkumů a první v SSSR fakultu sociální psychologie (1968–1967), byl vedoucím sektoru sociálně-psychologických problémů na vysoké škole sociálně-ekonomických problémů Ruské akademie věd (NRA) (1976–1992), založil a byl vedoucím katedry sociální psychologie na Sankt Peterburské humanitní univerzitě Odborové organizace (SPb GUP, 1992–2012).

## Základní vědecký přínos
Boris Parygin rozpracoval koncepci vědecké sociální psychologie a založil principy obecné sociálně-psychologické teorie, je prvním badatelem, který rozpracoval v psychologii teorie společenské nálady, její podstaty a dynamiky jako indikátory stavu společenství.
Boris Parygin je autorem 11 významných monografie a více než 450 článků, část kterých byla přeložena na cizí jazyky (do angličtiny, francouzštiny, němčiny, japonštiny, španělštiny, čínštiny, portugalštiny, bulharštiny, češtiny, slovenštiny, maďarštiny, litevštiny, lotyštiny a jiných jazyků).
Srozumitelně podaný přehled základních problémů sociální psychologie s pohledem na současný stav a budoucí perspektivy této vědy v SSSR. Probírá její dějiny a metodologii, zabývá se problémy osobnosti člověka i jeho skupinové činnosti a psychologií společenských skupin. Závěrem informuje o užité sociální psychologii (psychologii materiální výroby, každodenního i politického života a o psychologické stránce společenského vědomí).
Jako výstižná a přesná se jeví i charakteristika mikrosociologie formulovaná B. D. Paryginem: Mikrosociologický směr jde při objasňování společenské psychologie a všech společenských jevů od psychologie skupiny k psychologii...

## Knihy (výběr)

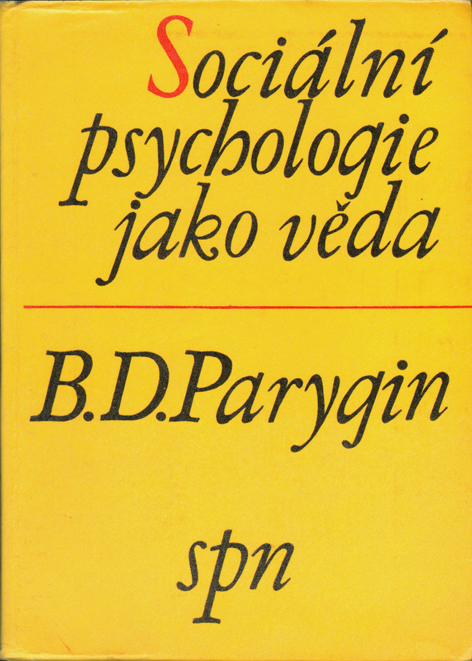
B.D. Parygin Sociialni psychologie jako veda. 1968. Praha.

- Sociální psychologie. Zdroje a perspektivy. Petrohrad: SPbGUP, 2010. 533 str. (rus.)
- Sociální psychologie (učební pomůcka). Petrohrad: SPbGUP, 2003. 616 str. (rus.)
- Anatomie komunikace. – Petrohrad: Tiskárna Michajlova, 1999. 301 str. (rus.)
- Sociální psychologie. Problémy metodologie, historie a teorie. Petrohrad: SPbGUP, 1999. – 592 str. (rus.)
- Sociální psychologie územní samosprávy. Petrohrad: Unigum, 1993. 170 str. (rus.)
- Vědecko-technická revoluce a osobnost. Moskva: Politizdat, 1978. (rus.)
- Vědecko-technická revoluce a sociální psychologie. Petrohrad: Společnost "Znanije" RSFSR, Petrohradsk. Org., 1976. 39 str. (rus.)
- Principy sociálně-psychologické teorie. – Moskva: Mysl, 1971. 352 str. (rus.);
  - Grundlagen der sozialpsychologischen Theorie (něm.) Köln: Pahl-Rugenstein, 1975. 265 S., OBr. ISBN 3-7609-0186-7
  - Grundlagen der sozialpsychologischen Theorie (něm.) Berlin: VEB, 1976. 266 S.;
  - 社会心理学原論, 海外名著選〈76〉(japon.) 明治図書出版 (Tokio), 1977. 281 str.;
  - Grundlagen der sozialpsychologischen Theorie (něm.) Köln: Pahl-Rugenstein Verlag., 1982. 264 S. ISBN 3-7609-0186-7

- Společenská nálada. – Moskva: Mysl, 1966. 328 str. (rus.)

- Sociální psychologie jako věda. Petrohrad: LGU (tiskárna Petrohradské státní univerzity), 1965. 208 s. (rus.)
  - Sociální psychologie jako věda (vydání 2., opravené a doplněné). Petrohrad: Lenizdat, 1967. 264 s. (rus.)
  - La psicologia social como ciencia. Montevideo: Pueblos Unidos, 1967. 249 p. (špan.)
  - Sociialni psychologie jako veda. Praha: SPN, 1968. 84-0-107. 192 s.
  - Социалната психология като наука. София, 1968. 240 с. (bulhar.);
  - A psicologia social como ciência. Rio de Janeiro: Zahar Ed., 1972. 218 p. (port.)
  - La Psicologia social como ciencia. La Habana: Editora Universitaria "André Voisin", 1974. 250 p. (špan.)

- Co je sociální psychologie. – Petrohrad: tiskárna neuvedena, Petrohrad, 1965. 39 s. (rus.)

## Články (vybrané)

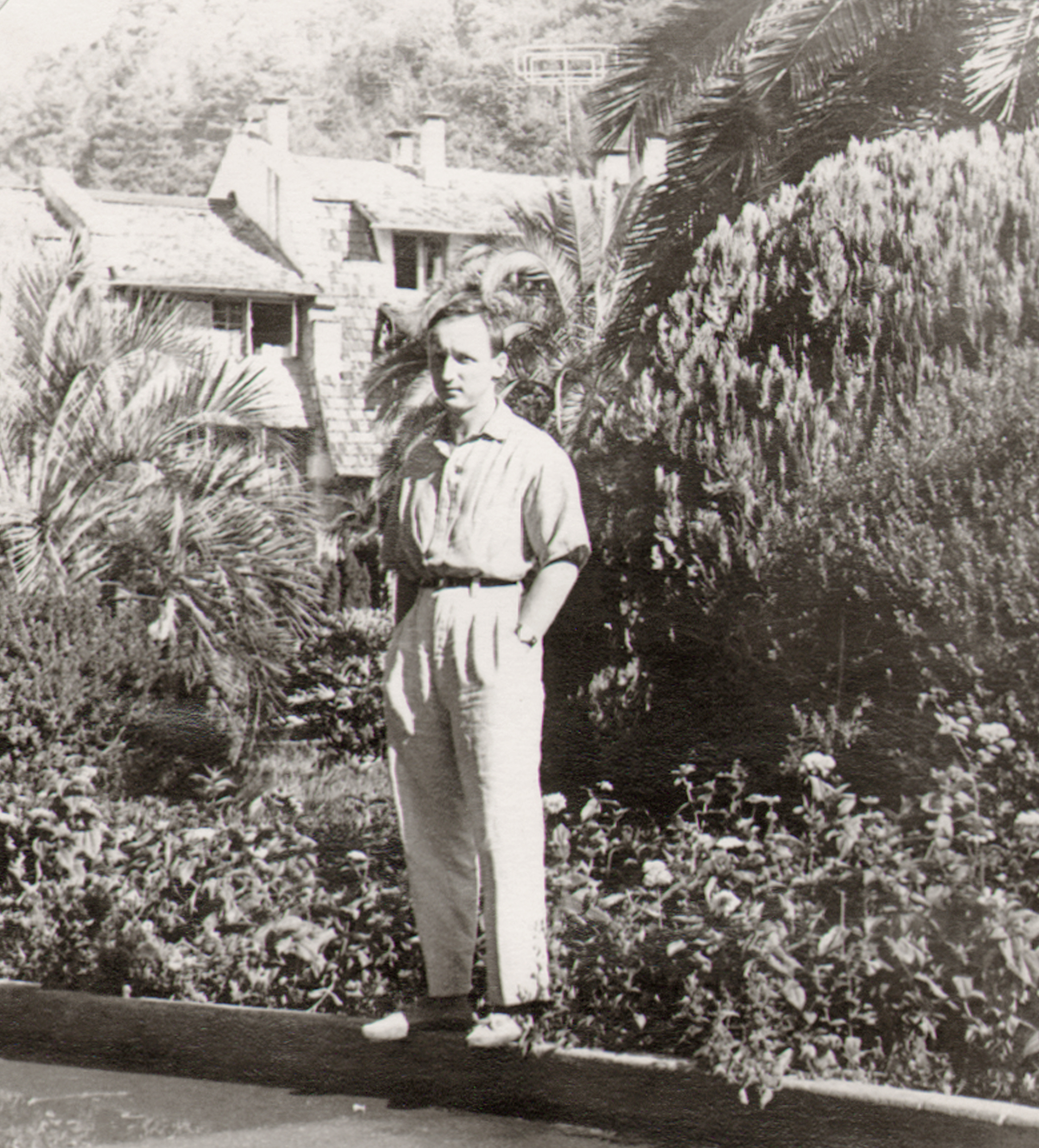
Mladý Boris Parygin. Gagra. 1959.

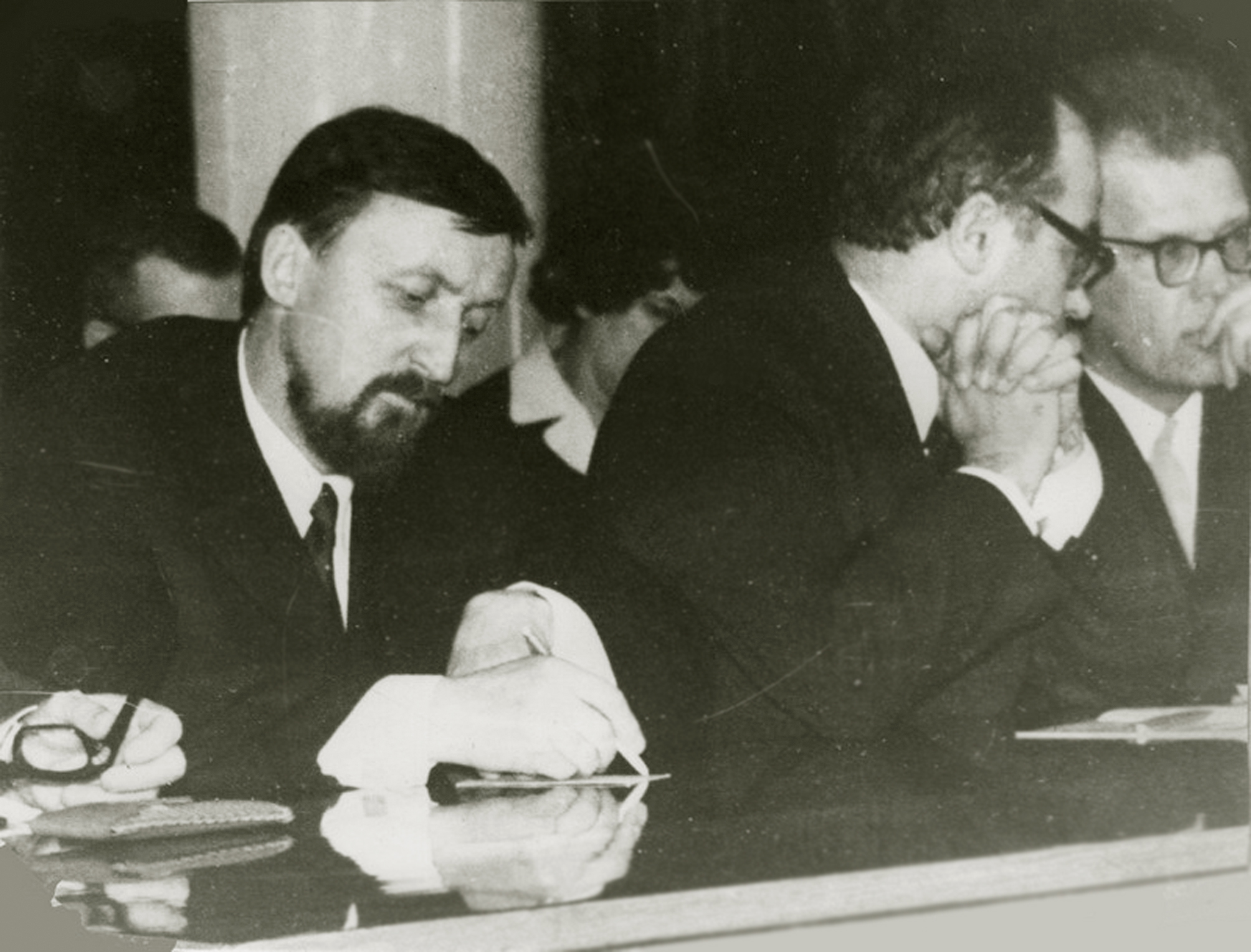
Boris Parygin. Petrohrad. 1973.

- Опыт ретроспективного видения судьбы социальной психологии // СПб: Вестник СПбГУ. Серия 16. 2011. Выпуск 4. С. 11-17. (rusky).
- Диалогу нет альтернативы // Ленинградская правда.  1991, 20 апреля. (rusky).
- Veřejná nálada // Stručný psychologický slovník. Praha, 1987.  285 s.
- Veřejný názor // Stručný psychologický slovník.  Praha, 1987.  285 s.
- Advance of science and technology and the problem of self-realization of an tndividual // Proceedings of the 2nd Finnish-Soviet symposium on personality.  Tampere. 1983, June 14-16. (anglicky).
- Климат коллектива как предмет диагностического исследования // Психологический журнал.  1982. Том 3, № 3. (rusky)
- Scientific and technological progress and socio-psychological climate in a scientific collective // Proceedings of the 1nd Finnish-Soviet symposium on personality.  Moscow, 1979. S. 18. (anglicky).
- Náboženská nálada a její struktura // Otázky vědeckého ateismu. Praha, 1977. № 11.
- Советский образ жизни как социально-психологическое явление // Вопросы философии.  1975.  № 3. (rusky).
- Как найти ключи // Комсомольская правда. 1974, 29 марта. (rusky)
- Укрощение строптивой. Интервью // Литературная газета. 1973, 5 декабря. (rusky)
- Социальное настроение как объект исторической науки // История и психология. М., 1971. (rusky)
- Структура личности // Социальная психология и философия. Л., 1971. Вып. № 1. (rusky)
- О соотношении социального и психологического // Философские науки. 1967. № 6. (rusky)
- К итогам Йенского симпозиума по проблемам социальной психологии // Вопросы психологии. 1966. № 2. (rusky)
- Проблемы социальной психологии // Социальные исследования. М., 1965. (rusky)
- The subject matter of social psychology // American Psychologist. Vol. 19 (5). May 1964, p. 342–349. (anglicky)
- Общественная психология как социальное явление // Философские науки. 1964. № 6. (rusky)
- On the subject of social psychology // Joint publications research. 16 apr. 1963. Washington, D.C. (anglicky)
- Совещание по проблемам социальной психологии // Вопросы психологии. 1963. № 5. (rusky)
- К вопросу о предмете социальной психологии // Вопросы психологии. 1962. № 5. (rusky)
- О психологическом направлении в современной буржуазной социологии и о социальной психологии // Вестник ЛГУ. 1959. № 23. (rusky)
- Ленин об общественных настроениях // Вестник ЛГУ. № 17. Сер. Экономика, философия и право. 1952. Вып. 3. (rusky)

## Recenze
- Mironenko I. A. Boris Parygin’s Personality Social Psychology / JOINT VIRTUAL MEETING CHEIRON AND ESHHS[nedostupný zdroj]. JULY 9-11, 2020.
- Мироненко И. А., Журавлев А. Л. Эмпирические и прикладные работы в научном творчестве Б. Д. Парыгина (к 90-летию со дня рождения) // Психологический журнал, 2020, Т. 41, № 4. 46-54.
- Rubén Ardila Pariguin, B.D. La Psicología Social como Ciencia // Revista Interamericana de Psicología / Seccion Libeos. 2019. С. 228–229.
- Mironenko I. A. Personality as a Social Process: where Peter Giordano Meets Boris Parygin // Integrative Psychological and Behavioral Science, 2018, 52(2), 288–295: DOI 10.1007/s12124-018-9417-y
- Журавлев А. Л., Мироненко И. А. Вклад Б. Д. Парыгина в возрождение отечественной социальной психологии (к 85-летию со дня рождения) Archivováno 23. 1. 2020 na Wayback Machine. // Психологический журнал, 2015, № 5, С. 117–124. ISSN 0205-9592
- В. А. Кольцова ПАРЫГИН Борис Дмитриевич / Персоналии / История психологии в лицах // Психологический Лексикон. Энциклопедический словарь в шести томах. Archivováno 24. 2. 2020 na Wayback Machine. Редактор-составитель Л. А. Карпенко. Под общей редакцией А. В. Петровского. М.: Психологический институт имени Л. Г. Щукиной. РАО, 2015. С. 345.
- Research in Soviet Social Psychology (Recent Research in Psychology)/ Editors: Lloyd H. Strickland; Vladimir P. Trusov; Eugenia Lockwood. New York: Springer Science+Business Media|Springer New York, 1986. 109 p. P. 2, 4, 7. ISBN 1461577470
- Ján Bubelíni Sociálnopsychologická klíma pracovného kolektívu – niektoré teoretické a metodologické otázky // Sociologický Časopis / Czech Sociological Review. Roč. 22, Čís. 4 (1986). P. 351–362.
- Цимбалюк В. Д. Рецензия на книгу Б. Д. Парыгина «Социально-психологический климат коллектива», 1981 // Вопросы психологии. С. 163–164.
- Uring, Reet Suhtlemine, informeeritus ja subjektiivne informatiivsus // Nõukogude KOOL. Tallinn. Nr. 11. 1980. Lk. 17-18.
- Sychev U. V. The Individual and the Microenvironment. Progress Publishers. 1978. Р. 8, Р. 25, Р. 64.
- H. Priirimä Mõningate sotsiaalpsühholoogiliste momentide arvestamisest õppetöös // Nõukogude KOOL. Tallinn. Nr. 2 Veebruar 1968. Lk. 86-89.
- Tschacher, G; Kretschmar, A. Konkret-soziologische Forschung in der UdSSR // Deutsche Zeitschrift für Philosophie. Berlin. Band 14, Ausgabe 8, (Jan 1, 1966). P. 1008.
- Асеев В. А., Зотова О. И. Обсуждение книги «Проблемы общественной психологии» // Вопросы психологии. 1966. № 3.